# Ervin Hall
Ervin Hall (Ervin Henry „Erv“ Hall; * 5. März 1947 in Philadelphia) ist ein ehemaliger US-amerikanischer Hürdenläufer, der sich auf die 110-Meter-Distanz spezialisiert hatte.
1968 qualifizierte er sich als Dritter der US-Ausscheidungskämpfe für die Olympischen Spiele in Mexiko-Stadt. Dort stellte er im Halbfinale mit 13,3 s einen olympischen Rekord auf. Im Finale gewann er mit 13,4 s Silber hinter seinem Landsmann Willie Davenport (13,3 s) und vor dem zeitgleichen Italiener Eddy Ottoz.
1969 wurde Hall, für die Villanova University startend, NCAA-Hallenmeister über 60 Yards Hürden und NCAA-Meister über 120 Yards Hürden.